# AKANE/あわあわ
「AKANE/あわあわ」は、SILENT SIRENの13枚目のシングルである。2017年5月24日に発売。

## 解説
表題曲の「AKANE」はいつからかできてしまった親子の距離、なかなか伝えられなかった思いや家族の絆を歌ったバラード曲となっている。なおドラマ『ファイナルファンタジーXIV 光のお父さん』のエンディングテーマとなっており、MVでは、ドラマで千葉雄大が演じる主人公の父親役の大杉漣が、すぅの父親を演じている、MVの内容は幼くして母親を亡くした娘と、一生懸命に育ててきた父親の心模様を描いている、そして年頃を迎えた娘が反抗期を経て、新たな人生に向かう旅立ちの時が迫るストーリーとなっている。
出演した二人は、初対面で緊張していたすぅを気遣い、大杉が優しく先導してくれた。このMVは演技にリアリティーが生まれるようにとアドリブで会話しながら撮影が進められた。スタッフからは「本当の親子のよう」と声が上がるほどの和やかな現場となり、他のメンバーは涙ながら撮影を見守った。

### 販売形態
- 初回限定盤A（CD+DVD「AKANE」MV＆MVメイキング）：UPCH-89329
- 初回限定盤B（CD+DVD「セピア」MV）：UPCH-89330
- 通常盤（CDのみ）：UPCH-80468
- ファンクラブ盤（CD+DVD メンバー4人の休日に密着「サイサンポ」

+オリジナルグッズ SILENT SIRENロゴラバーキーホルダー）：PDCN-5906

## 収録曲
- 全作曲・編曲：クボナオキ

1. AKANE
作詞：すぅ
  - MBS/TBSドラマイズム「ファイナルファンタジーXIV 光のお父さん」のエンディングテーマ
2. あわあわ
作詞：あいにゃん
  - NHK Eテレ 科学(？) エンターテインメント番組「すイエんサー」のエンディングテーマ
3. Kaleidoscope
作詞：すぅ